# Deinster Mühlenbach
Der Deinster Mühlenbach ist ein Nebenbach der Schwinge im niedersächsischen Landkreis Stade. 

## Allgemeines
Das 153 Hektar große Naturschutzgebiet „Deinster Mühlenbach“ mit dem Kennzeichen NSG LÜ 262 umfasst eine Teilstrecke des Westerbeck oberhalb von Deinste und den Deinster Mühlenbach unterhalb von Deinste jeweils mit den zugehörigen Niederungen. Darüber hinaus ist ein Teil der Schwingeniederung mit erfasst. Vorherrschende Biotoptypen sind Feuchtwälder, Rieder und Teichanlagen. Unterhalb von Deinste nimmt der Anteil an Grünland zu. 
Das Naturschutzgebiet beginnt am Bahndamm in Deinste und endet nach etwa 3,5 Kilometern an der Mündung in die Schwinge. Es umfasst ferner eine kleine Teilstrecke des Westerbeck oberhalb von Deinste. Über die Niederungen des Baches hinaus steht im Bereich der Bachmündung auch die rechtsseitige Schwingeniederung unter Landschaftsschutz. Das Naturschutzgebiet dient dem Schutz des FFH-Gebietes 027 „Schwingetal“.